# 航空烈士公墓
航空烈士公墓是江蘇省文物保護單位的近現代重要史跡及代表性建築之一，位於江蘇省南京市鍾山（又名紫金山）北麓，在1932年建成，設有牌坊、左右廡、碑亭、祭堂、墳場等建築物。公墓共收錄了4,296名烈士，包括在國民革命軍北伐和淞滬抗戰陣亡的中華民國空軍軍人、在中國抗日戰爭陣亡的中外航空人員、在國共內戰陣亡的中華民國空軍航空人員；部分烈士設有衣冠塚，其餘則在紀念碑上刻有姓名、籍貫、生卒日期。航空烈士公墓在抗戰期間被侵華日軍焚燬地面建築物，抗戰後重建，恢復為戰前狀況；後來，公墓在文化大革命時又遭到紅衛兵徹底摧毀，所有抗日烈士骸骨失散，於1987年中國政府再度重建之至今。附近並設有南京抗日航空烈士纪念馆。

## 歷史

### 抗日戰爭前
1931年，中華民國军政部（現為國防部）航空署署长黄秉衡提出在国民革命军阵亡将士公墓附近為航空烈士修建公墓，总理陵园管理委员会認為附近的紫金山（現名鍾山）南麓难以辟出空地，改為在紫金山北麓的王家湾附近辟出50畝土地（約等於33,350平方米）。為了建設這座造价为2.6万元的公墓，航空委员会（改组後的航空署）向高级将领募捐，合共籌募了13,290元（其中蔣中正捐出了3,000元，為所有捐款中金額最大的一笔），餘額由航空委员会支付。
航空烈士公墓在1932年动工，由金陵大学教授邱德孝设计，同年8月竣工；公墓竣工後不久，當局舉行公祭典礼，把30多名服役期間身亡的空軍軍人入葬至此，包括國民革命軍北伐和淞沪抗战的空军烈士、以及一些死於飞行事故的空軍人員。是次典礼後，每年的3月29日均會举行公祭。

### 抗日戰爭期間及戰後
七七事變後，中國抗日戰爭全面爆發，中華民國空军投入抗戰，但主力基本上被侵華日軍消灭，一批飞行员戰死沙場；因此，航空烈士公墓又葬入了24人，例如刘粹刚等空軍軍人。由於處於戰亂、時局紧张，多名烈士被合为一墓，仓促草率地安葬。1937年南京保衛戰後南京陷落於日軍手中，日軍大肆破壞航空烈士公墓，把所有地面建築物付諸一炬，也燒燬了全數墓塚及遺體，以報復中國空军對日軍的抵抗。
抗日战爭胜利後，中華民國政府重新把首都定為南京，並為公墓进行大规模修葺，基本按照抗戰前的狀況重建，逾二千名日軍戰俘被勒令參與修建；當局搜集空军烈士的遗體，陆续把他們葬於此公墓，並為找不到遗體的空军烈士按家属要求修建衣冠冢。政府在1946年至1948年的3月29日（即革命先烈紀念日）分別安葬了三批烈士（合共超過77人），並举行公祭典礼；部分烈士是在國共內戰而非抗戰中阵亡，例如为蔣介石心腹戴笠驾駛飛機時意外身亡的飞行员。除了中国軍人外，政府也把一些抗戰時援助中國的外國航空人员葬至此公墓。

### 中華人民共和國成立後
由於航空烈士公墓無人管理，到了1956年已出現雜草叢生的荒蕪景象，但公墓尚算原好。
文化大革命前夕的1964年，毛澤東在文學作品中暗示要拆毀古代人物的墳墓，掀開「拆墓運動」的序幕；到了文革爆發的1966年，政治正確思潮大行其道，效忠中國國民黨的烈士被認為是敵人。因此，紅衛兵根據「凡是敵人擁護的我們要反對」的指示，在1966年8月把航空烈士公墓徹底摧毀；是次破壞的嚴重程度比侵華日軍當年的破壞更高，所有骸骨失散，公墓最終剩下空穴，只有老牌坊尚存。
文革結束後的1985年正值抗战胜利40周年，中国人民政治协商会议北京市委员会的一些委员提出重修航空烈士公墓，政府拨款45万人民幣重建了航空烈士公墓。但是，當時尚未發現公墓的舊相片，重建工程只能依南京档案馆的图纸而進行，大多數建筑不是民国时的原貌；而且，所有烈士骸骨已在文革時失散，即使重修也只能建成衣冠塚。重建工程在1987年完成。1995年（抗战胜利50周年），航空烈士公墓加設的纪念碑落成。
2015年9月，航空烈士公墓的纪念碑补刻了990名來自中國和美國的抗日戰爭烈士；南京抗日航空烈士纪念馆副馆长罗朝均解釋指，纪念碑首刻的中国烈士只有飞行员和军官，没有士兵、空勤服务及地勤保障人员，是次补刻能夠全面地反映在抗日戰爭牺牲的航空人员。此後，航空烈士公墓共收錄了4,296名烈士。

## 佈局

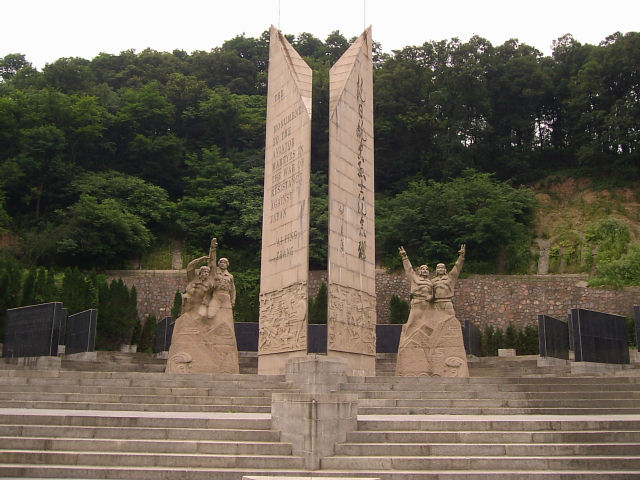
抗日航空烈士纪念碑

航空烈士公墓坐北朝南，主要建筑有牌坊、左右廡（即左右兩條有顶的过道）、碑亭、祭堂、纪念塔、坟场等，其中牌坊、碑亭和祭堂處於同一條中轴线。
公墓的大门是四楹三间的牌坊（即是有四個柱子、三個間隔），牌坊正面有「航空烈士公墓」六字，背面寫有「精忠报国」；牌坊的柱子上分別有蒋介石题写的挽联「英名万古传飞将；正气千秋壮国魂」，以及何应钦题写的挽联「捍国骋长空，伟绩光照青史册；凯旋埋忠骨，丰碑美媲黄花岗」。牌坊後面有兩座以绿色琉璃瓦覆顶的庑房，庑房外有走廊。牌坊上有一座六角碑亭，亭內的青石碑刻有孙中山题书的「航空救国」四字；碑亭後面有覆蓋绿色琉璃瓦的祭堂，上有花格门窗。此外，祭堂上面也有兩座六角亭，一座的石碑以汉白玉製成，正面有黄秉衡撰写的碑文，背面寫有捐款興建公墓人士的姓名及捐款金额；另一座的石碑正面書有公墓修复和增建的过程，背面亦是捐款者姓名和捐款金额。

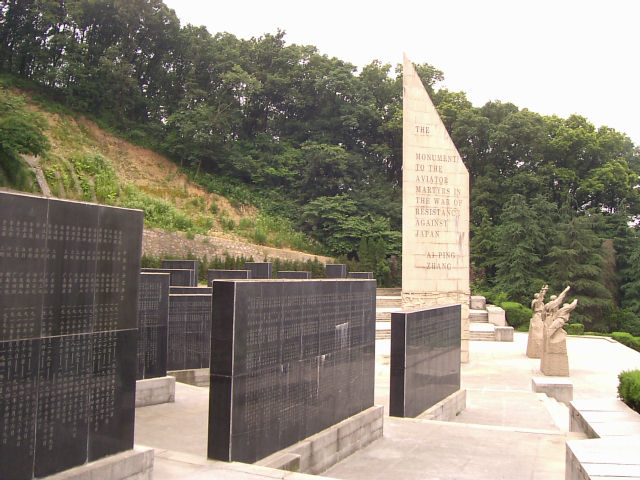
刻有烈士姓名的石碑

祭堂上面有24座排在水泥道上的墓碑，以及四座苏联空军志愿队墓碑，這些墓碑上面又有118座建於山坡上的墓碑。墓碑之上有一座约佔2,000平方米的扇形平台，平台中央有高15米、在1995年落成的抗日航空烈士纪念碑。纪念碑由東、西两面互成锐角的石碑構成，象征飞机的一雙机翼，而且两面石碑組成英文字母「V」，象征胜利；東面的石碑寫上了「抗日航空烈士纪念碑」的英文名稱，西面的石碑則有张爱萍題写的「抗日航空烈士纪念碑」九字。纪念碑下方有一座象徵中國、美國、蘇聯空军将士抵抗日軍的浮雕，前方有两座分別描繪中苏飞行员及中美飞行员的石刻雕塑，後方有30座刻有烈士的姓名、籍贯、生卒日期的石碑。
公墓本來還設有灵堂和纪念塔，其中纪念塔的顶端有一座雄鹰雕像，但俱被日軍焚燬。

## 保護與開發
雖然航空烈士公墓在中國抗日戰爭和文化大革命中遭受重大破壞，但已在重修後復原，甚至被評論為「胜过原貌」。航空烈士公墓在1992年被列入南京市文物保护单位，2002年10月被列為江苏省文物保护单位之一，但不是全国重点文物保护单位；因此，南京市政協港澳台侨和外事委员会在2015年1月的十三届三次会议上提出联合提案，呼吁尽快把南京航空烈士公墓訂為全国重点文物保护单位。

### 航空歷史文物爭議

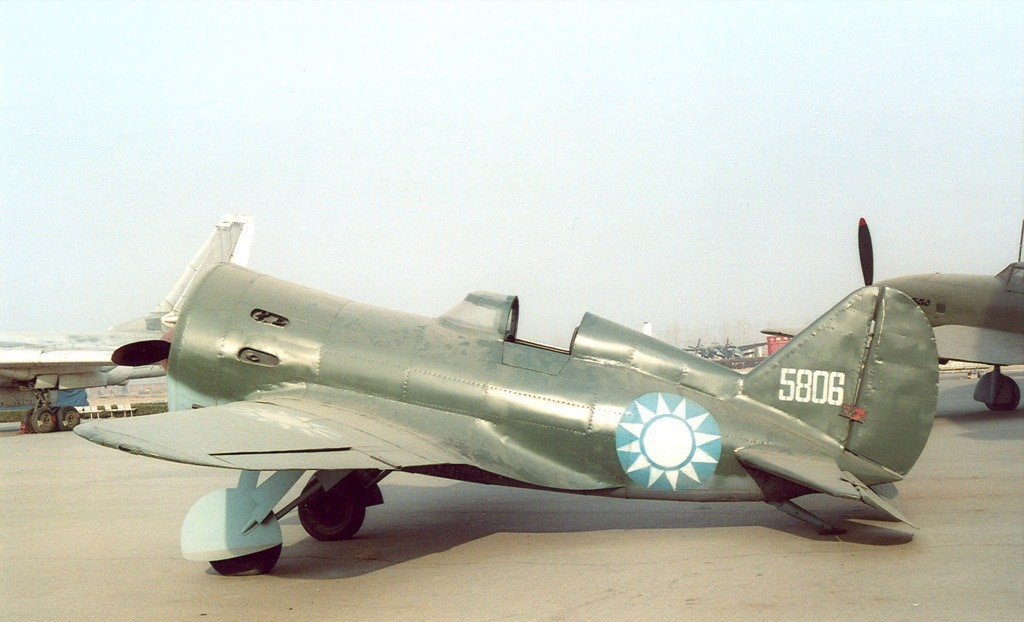
蘇聯援助中華民國空軍的抗戰用I-16之原始外觀

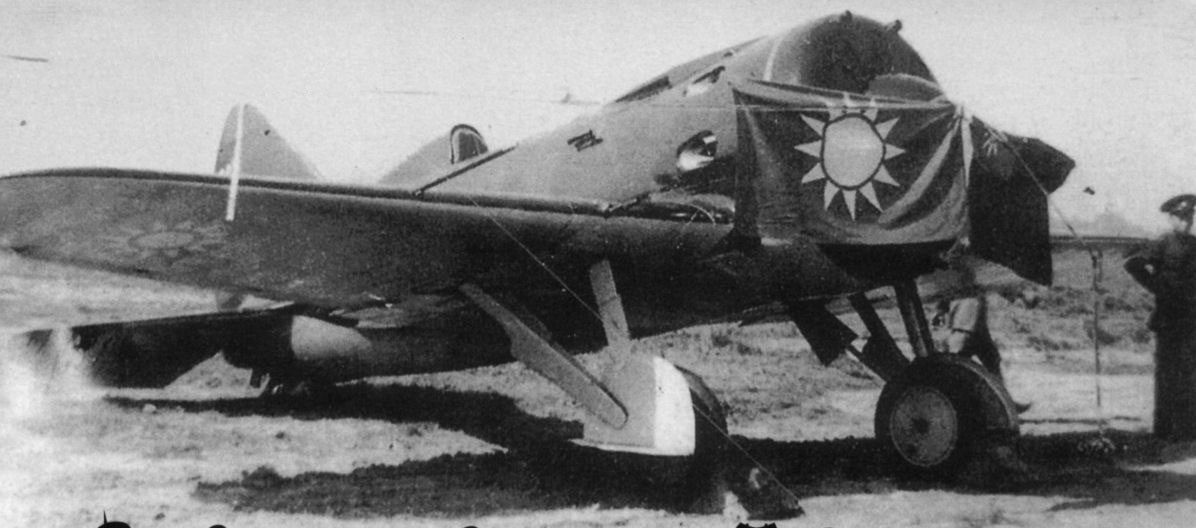
抗戰期間來華助戰的蘇聯航空志願隊也都以國軍塗裝面貌出擊

南京市人民政府在2008年開始於鍾山北麓興建南京抗日航空烈士纪念馆，2009年9月建成；纪念馆佔地超過40,000平方米，建筑面积為2,200平方米。整个纪念馆由三角斜架組成，外觀像一架快要起飛的战斗机的机翼；馆外有一座名為「正义之神」的巨型雕塑，是一个有三头六臂的人，他手持弓箭，骑在飞天虎上。纪念馆設有四个分別以「奋勇抗战」、「国际援华」、「壮志凌云」、「缅怀先烈」為主題的室内馆区，以及两个陈列战机模型和雕塑的室外展区。這纪念馆是世上第一座以抗日航空烈士為題的博物館。但2024年末被民眾舉報，稱原本陳列的抗戰時期中華民國空軍獲得的伊-16戰鬥機，機身本來有青天白日的標準塗裝，但最近被發現已改為紅星塗裝。然而國軍塗裝是本來從當初送來就刷好的塗裝，蘇聯塗裝也從未在抗日中出現，館方則辯稱這是“恢復”紅軍風格，但尤其考慮到俄方在侵華之間態度搖擺不定，並與日本當時還有互相合作這一事實，網民質疑是館方有意曲解歷史進行奉承，或是批評其犯下低級錯誤。